# NGC 7238
NGC 7238 is een dubbelster in het sterrenbeeld Pegasus. Het hemelobject werd op 1 september 1886 ontdekt door de Amerikaanse astronoom Lewis A. Swift.